# Rough 'n' Tumble
Rough 'n' Tumble è un album di Stanley Turrentine, pubblicato dalla Blue Note Records nel 1966. Il disco fu registrato il 1º luglio 1966 al "Rudy Van Gelder Studio" di Englewood Cliffs, New Jersey (Stati Uniti).

## Tracce
Lato A
1. And Satisfy – 6:40 (Ronnell Bright)
2. What Could I Do Without You – 4:35 (Ray Charles)
3. Feeling Good – 7:15 (Anthony Newley, Leslie Bricusse)

Lato B
1. Shake – 5:50 (Sam Cooke)
2. Walk on By – 6:00 (Burt Bacharach, Hal David)
3. Baptismal – 6:30 (John Hines)

## Musicisti
- Stanley Turrentine  - sassofono tenore
- Pepper Adams  - sassofono baritono
- James Spaulding  - sassofono alto
- Blue Mitchell  - tromba
- Grant Green  - chitarra
- McCoy Tyner  - pianoforte
- Bob Cranshaw  - contrabbasso
- Mickey Roker  - batteria
- Duke Pearson  - arrangiamenti